# Cenco Alto Las Condes
Cenco Alto Las Condes, también conocido como Alto Las Condes, es un centro comercial ubicado en la comuna de Las Condes en Santiago de Chile. Es propiedad del holding Cencosud. Fue inaugurado en 1993.

## Historia
A inicios de la década de 1990, Horst Paulmann le compra a la Fuerza Aérea un terreno contiguo al Jumbo de Kennedy, el que fuera el primer Jumbo del país, ubicado al sur de la intersección de las avenidas Presidente Kennedy y Padre Hurtado. Es en estos terrenos donde años después empezaría la construcción. El supermercado se mantuvo en operaciones durante la construcción en el nuevo centro comercial, corriéndose una vez inaugurado al extremo contiguo hacia el sur.
Fue inaugurado por el propio Paulmann el 25 de febrero de 1993, en lo que significó su primera inversión de este tipo en Chile y al evento de inauguración asistieron el entonces alcalde de Las Condes, Joaquín Lavín, el ministro de Hacienda Alejandro Foxley, el precandidato presidencial de la época José Piñera, la actriz italiana Sophia Loren y representantes de Christian Dior.
Entre 1995 y 1999 albergó la primera tienda de JC Penney en Chile.
Debido a su ubicación, donde se conectan las comunas de Vitacura con Las Condes, se estima que recibe 20 millones de visitas al año. Tiene 231.000 metros cuadrados construidos, y cuenta con 5000 estacionamientos.
Posee más de 200 locales comerciales, patio de comidas, salas de cine, tiendas por departamento, centros de entretenimiento familiar y un centro médico. También se encuentra la sede del holding propietario del centro comercial Cencosud.
Desde 2000 hasta enero de 2025 albergó la tienda Ripley, la cual cerró sus puertas por término de arriendo.
Se espera que en 2028 sea inaugurada una estación de la futura Línea 7 del Metro de Santiago en la intersección de Avenida Presidente Kennedy con Avenida Padre Hurtado, a algunos metros del centro comercial.

## Tiendas
Posee dos tiendas por departamento anclas (París y Falabella), tiendas por departamento menores (H&M, Zara y Forever 21), un hipermercado Jumbo, una tienda de mejoramiento del hogar Easy, un cine Cinemark y un centro médico Intregramédica. Además cuenta con más de 200 tiendas menores y dos cafeterías Starbucks.
Cuenta con un patio de comidas y un sector de restaurantes al aire libre llamado Mirador del Alto. Cuenta con diversos tipos de servicios adicionales como farmacias y bancos, entre otros.